# Campeonato Europeu de Atletismo em Pista Coberta de 2021 - Salto triplo masculino
A prova do salto triplo masculino do Campeonato Europeu de Atletismo em Pista Coberta de 2021 foi disputada entre os dias 5 e 7 de março de 2021 na Arena Toruń, em Toruń, na Polónia.

## Recordes
Antes desta competição, os recordes mundiais e do campeonato nesta prova eram os seguintes:
|                       | Nome                 | Nacionalidade  | Distância | Local   | Data                  |
| --------------------- | -------------------- | -------------- | --------- | ------- | --------------------- |
| Recorde mundial       | Hugues Fabrice Zango | Burquina Fasso | 18m 07cm  | Aubière | 16 de janeiro de 2021 |
| Recorde do campeonato | Teddy Tamgho         | França         | 17m 92cm  | Paris   | 6 de março de 2011    |
| Recorde europeu       | Teddy Tamgho         | França         | 17m 92cm  | Paris   | 6 de março de 2011    |

## Medalhistas
| Ouro                 | Prata                | Bronze        |
| Pedro Pichardo (POR) | Alexis Copello (AZE) | Max Heß (GER) |

## Cronograma
Todos os horários são locais (UTC+1).
| Data       | Hora  | Evento       |
| ---------- | ----- | ------------ |
| 5 de março | 10:11 | Qualificação |
| 7 de março | 10:50 | Final        |

## Resultados

### Qualificação
Qualificação: 16,80 m (Q) ou os 8 melhores qualificados (q).
| Posição | Atleta                 | Nacionalidade | #1    | #2    | #3    | Resultados | Notas |
| ------- | ---------------------- | ------------- | ----- | ----- | ----- | ---------- | ----- |
| 1       | Pedro Pichardo         | Portugal      | 17.03 |       |       | 17.03      | Q     |
| 2       | Max Heß                | Alemanha      | 16.86 |       |       | 16.86      | Q     |
| 3       | Alexis Copello         | Azerbaijão    | 16.84 |       |       | 16.84      | Q, =  |
| 4       | Adrian Świderski       | Polónia       | 16.27 | x     | 16.45 | 16.45      | q     |
| 5       | Tobia Bocchi           | Itália        | 16.40 | 16.38 | 14.94 | 16.40      | q     |
| 6       | Dimitrios Tsiamis      | Grécia        | 16.10 | 16.02 | 16.38 | 16.38      | q     |
| 7       | Levon Aghasyan         | Armênia       | 15.11 | 16.36 | 16.24 | 16.36      | q     |
| 8       | Jesper Hellström       | Suécia        | x     | 16.05 | 16.28 | 16.28      | q     |
| 9       | Maksim Niastsiarenka   | Bielorrússia  | 16.19 | 16.24 | x     | 16.24      |       |
| 10      | Necati Er              | Turquia       | 15.50 | 15.79 | 16.17 | 16.17      |       |
| 11      | Georgi Tsonov          | Bulgária      | 15.46 | 15.53 | 16.16 | 16.16      |       |
| 12      | Jan Luxa               | Eslovênia     | x     | 15.66 | 15.78 | 15.78      |       |
| 13      | Nikolaos Andrikopoulos | Grécia        | 15.61 | 15.24 | x     | 15.61      |       |
| 14      | Melvin Raffin          | França        | 15.11 | x     | 15.29 | 15.29      |       |

### Final
A final aconteceu às 10:50 no dia 7 de março de 2021.
| Posição           | Atleta            | Nacionalidade | #1    | #2    | #3    | #4    | #5    | #6    | Resultados | Notas                |
| ----------------- | ----------------- | ------------- | ----- | ----- | ----- | ----- | ----- | ----- | ---------- | -------------------- |
| Medalha de ouro   | Pedro Pichardo    | Portugal      | 17.30 | 17.09 | x     | 17.06 | –     | 17.12 | 17.30      |                      |
| Medalha de prata  | Alexis Copello    | Azerbaijão    | 16.68 | 16.98 | x     | x     | x     | 17.04 | 17.04      | Recorde da temporada |
| Medalha de bronze | Max Heß           | Alemanha      | 16.96 | x     | x     | x     | x     | 17.01 | 17.01      | Recorde da temporada |
| 4                 | Tobia Bocchi      | Itália        | 16.45 | 16.65 | x     | 15.82 | x     | 16.06 | 16.65      |                      |
| 5                 | Levon Aghasyan    | Armênia       | 15.54 | 16.55 | x     | 16.43 | 16.47 | 16.52 | 16.55      | Recorde da temporada |
| 6                 | Jesper Hellström  | Suécia        | 16.45 | x     | x     | 16.43 | x     | x     | 16.45      |                      |
| 7                 | Dimitrios Tsiamis | Grécia        | 16.13 | 16.40 | 16.35 | 16.35 | x     | x     | 16.40      |                      |
| 8                 | Adrian Świderski  | Polónia       | 16.27 | 16.27 | 16.36 | x     | x     | x     | 16.36      |                      |

Legenda
| Recorde mundial       | Recorde mundial (World record)               |                       | Recorde africano                      | Recorde africano (African) |                                           | Q | Classificado por posição (Qualified) |
| Recorde do campeonato | Recorde do campeonato (Championship record)  | Recorde da América    | Recorde da América (Americas)         | q                          | Classificado por melhor tempo (Qualified) |   |                                      |
| Melhor marca do ano   | Melhor marca do ano (World leading)          | Recorde asiático      | Recorde asiático (Asian)              | DNS                        | Não largou (Did not start)                |   |                                      |
| Recorde nacional      | Recorde nacional (National record)           | Recorde europeu       | Recorde europeu (European)            | DNF                        | Não terminou (Did not finish)             |   |                                      |
| Recorde pessoal       | Recorde pessoal do atleta (Personal best)    | Recorde da Oceania    | Recorde da Oceania (Oceania)          | DSQ / DQ                   | Desclassificado (Disqualified)            |   |                                      |
| Recorde da temporada  | Recorde da temporada do atleta (Season best) | Recorde sul-americano | Recorde sul-americano (South America) | NM                         | Sem marca (No mark)                       |   |                                      |